# Dichaetomyia prolixa
Dichaetomyia prolixa este o specie de muște din genul Dichaetomyia, familia Muscidae. A fost descrisă pentru prima dată de Walker în anul 1864. Conform Catalogue of Life specia Dichaetomyia prolixa nu are subspecii cunoscute.